# 甘露市场报
《甘露市场报》印度历史最悠久的日报之一，后来演变为英语格式，在加尔各答和克塔克、蘭契和安拉阿巴德等地出版。这份报纸在出版123年后于1991年停刊。
《甘露市場報》創刊於1868年2月20日，由西西尔·高希（Sisir Ghosh）和莫蒂·拉尔·高希（Moti Lal Ghosh）发起。西西尔·高希和莫蒂·拉尔·高希开创了《甘露市场报》作为周报的先河。它首先由没有受过正规大学教育的莫蒂·拉尔·高希编辑。它已经建立了自己的读者群，成为班加利（Bengalee）的竞争对手。